# Quercus magnoliifolia
Quercus magnoliifolia är en bokväxtart som beskrevs av Luis Née. Quercus magnoliifolia ingår i släktet ekar, och familjen bokväxter. Inga underarter finns listade.